# Spegelklocka
Spegelklocka (Campanula ramosissima) är en klockväxtart som beskrevs av James Edward Smith. Enligt Catalogue of Life ingår Spegelklocka i släktet blåklockor och familjen klockväxter, men enligt Dyntaxa är tillhörigheten istället släktet blåklockor och familjen klockväxter. Arten har ej påträffats i Sverige. Inga underarter finns listade i Catalogue of Life.